# نتلتون (میسیسیپی)
نتلتون (به انگلیسی: Nettleton) شهری در ایالت میسیسیپی کشور ایالات متحده آمریکا است که جمعیت آن در سرشماری سال ۲۰۱۰ میلادی، ۱٬۹۹۲
نفر بوده‌است.